# 謝坤達
謝坤達（英語：Hsieh Kun-Da，1982年3月18日—），台灣男歌手、演員、主持人，畢業於淡江大學財務金融學系，為男子團體Energy成員之一。至今發行9張音樂專輯，主持過數個節目，也曾多次參與台灣偶像劇演出。2019為台灣閃亮之星棒球隊隊員，曾為《木曜4超玩》主持人之一，現為《綜藝玩很大》主持人之一。2024年，坤達以Energy團員身分加入相信音樂，再戰樂壇。

## 個人生活
坤達小時候家裡開雜貨店，父親從事水電工作。熱愛運動，是新店高中籃球校隊與淡江大學財務金融系籃球系隊隊員。坤達和後來一起組成團體Energy的團員Toro是新店高中的同校好友，由於Toro的引薦，他在2002年加入Energy並出道。2005年11月坤達因自發性氣胸急性發作，胸悶呼吸困難，緊急送醫開刀進加護病房，之後豁免兵役。
2009年Energy單飛後坤達轉戰戲劇圈。2012年12月被傳媒拍攝到與一同演出電視劇《我們發財了》的演員柯佳嬿外出並傳出緋聞，之後其承認交往中。
2017年8月受訪時坤達默認已向柯佳嬿求婚，同年12月3日兩人分別於各自的社交媒體上公佈已登記結婚的消息。。2018年9月15日，兩人在萬豪酒店補辦婚禮。柯佳嬿在獲得51屆及55屆金鐘獎戲劇節目女主角獎時，皆曾感謝坤達對她的貼心與包容。此外，坤達認好友歐漢聲的女兒JoJo為乾女兒。

## 演藝生涯

### Energy時期（2002-2009 / 2024- ）
坤達在高中時就讀新店高中，與後來一起組成團體Energy的團員Toro是同校好友；19歲時為淡江大學財務金融學系的大一生，透過Toro將他推薦給經紀公司、受訓一年後，於2002年7月12日與其他四位成員組成男子舞蹈團體Energy出道。團員擅長街舞，當時堪稱「最殺的舞蹈男團」，中間經歷團員增減，最後於2009年主持完節目之後全體團員各自單飛。
2024年1月1日，坤達以Energy團員身分加入相信音樂重新復出，再戰樂壇。
2025年6月28日，以〈星期五晚上〉獲得第36屆金曲獎年度歌曲獎。

### 戲劇時期（2009- ）
Energy成員各自單飛後，坤達轉戰戲劇圈，初期因為其偶像藝人的印象受到質疑，曾長達半年沒有收入。2011年後，坤達持續參與戲劇演出，他曾受訪表示自己在累積戲劇演出經驗，直到出演《真愛找麻煩》時才覺得較為自在，並擺脫了原有定位的包袱。2020年後，坤達的演藝重心偏向綜藝主持。2021年12月坤達於殷振豪導演的茄子蛋浪子宇宙MV《閣愛妳一擺》中演出。

### 綜藝時期（2017- ）
2017年坤達開始涉略較多綜藝節目，2017年4月29日首次參加《綜藝玩很大．越南篇》。2017年8月與邰智源參加《綜藝玩很大．荷蘭篇》。回國後邰智源邀約其參加《木曜4超玩》的節目錄影，坤達日後對此深深感謝邰智源對其的提攜與照顧。於2017年10月6日晚上11點到隔日清晨7點初次錄製一日系列之〈一日果菜市場〉，2018年5月4-5日錄製〈101安管人員與登高賽〉。2018年8月在《綜藝玩很大》小隊長選拔賽中，以118,954票位居第二名，與第一名黃鴻升相差4,610票。於2018年10月25日《木曜4超玩．躲藏吧明星麗寶樂園篇》宣布將加入《木曜4超玩》，2019年1月6日〈一日總鋪師2〉上正式公開；並於2019年1月30日第一次參與《木曜4超玩》直播前直播與正式直播節目。
坤達在《木曜4超玩》節目中吸引大量粉絲，其粉絲自稱為「坤布」。在2019至2022年間參與錄製了特別企劃〈Yartist全明星運動大會〉。
2020年12月19日《木曜4超玩．木曜跨界演唱會-Rising》睽違11年再度踏上演唱舞台，並在演唱會上與 ChrisFlow、Formosa Crew一同表演了Energy經典歌曲〈放手〉。
2021年12月31日與《木曜4超玩》其餘五位主持人以及LuLu黃路梓茵，一同登上《臺北最HIGH新年城跨年晚會》擔任主持人。
2022年擔任男團選秀節目《原子少年》的導師。
2022年9月15日正式成為《綜藝玩很大》小隊長(主持人)。

## 音樂作品

### 專輯
- 2002.07《COME ON》
- 2003.01《無懈可擊》
- 2003.07《E3》
- 2004.01《4 Ever 新曲+精選》
- 2004.07《米迦勒之舞電視原聲帶》
- 2005.01《男丁格爾電視原聲帶》
- 2005.06《最後的樂園》
- 2006.08《猩人類》
- 2007.10《天生反骨》
- 2024.05《HERE I AM》

### 合輯
- 木曜四超玩

|     | 發行日期      | 專輯名稱                            | 參與歌曲名稱             | 演唱者                                           | 備註                       |
| --- | ------------- | ----------------------------------- | ------------------------ | ------------------------------------------------ | -------------------------- |
| 1st | 2021年2月11日 | 木曜跨界演唱會-Rising （數位專輯）  | 木曜4超玩（同名主題曲）  | 木曜4超玩                                        | 全數主持人及阿達共同演唱   |
| 1st | 2021年2月11日 | 木曜跨界演唱會-Rising （數位專輯）  | 蛤歌                     | 邰智源、KID林柏昇、謝坤達、Kimberly陳芳語、Jinbo |                            |
| 1st | 2021年2月11日 | 木曜跨界演唱會-Rising （數位專輯）  | I really wanna see u now | 謝坤達、Julia Wu吳卓源、ChrisFlow唐仲彣          |                            |
| 1st | 2021年2月11日 | 木曜跨界演唱會-Rising （數位專輯）  | Bring you to life        | 木曜4超玩                                        | 全數主持人及黃明志共同演唱 |
| 2nd | 2022年4月1日  | 木曜跨界演唱會-Awakening (數位專輯) | 腦內派對                 | 謝坤達、9m88                                     | 由Sid and Geri製作MV       |

## 演唱會
- 2002.7.13  台北獵舞行動演唱會
- 2002.8.29  台北中正紀念堂NON-STOP演唱會
- 2003.3.23  WE WIN演唱會
- 2003.9.13  新加坡ENERGY POWER演唱會
- 2003.7.16  台北淡水漁人碼頭演唱會
- 2003.9.27  印尼ENERGY POWER演唱會
- 2005.7.09  《再見新加坡》演唱會
- 2005.7.30  台中最後的樂園慶功演唱會
- 2006.9.01  台北WE BACK演唱會
- 2020.12.19  木曜跨界演唱會－Rising《木曜4超玩五週年特別企劃》
- 2021.12.25  木曜跨界演唱會－Awakening 《木曜4超玩六週年特別企劃》木曜會員專場
- 2021.12.26  木曜跨界演唱會－Awakening 《木曜4超玩六週年特別企劃》全民同樂場
- 2024.07.27-28 ENERGY 一觸即發台北演唱會
- 2024.09.07-08 ENERGY 一觸即發高雄演唱會
- 2024.11.23 ENERGY 一觸即發新加坡演唱會

## 電視劇
| 年份   | 頻道                   | 劇名                           | 角色         | 備註       |
| ------ | ---------------------- | ------------------------------ | ------------ | ---------- |
| 2004年 | 台視                   | 《米迦勒之舞》                 | 李凱歐       |            |
| 2004年 | 中視                   | 《男丁格爾》                   | 葛興邦       | 第一男主角 |
| 2005年 | 中視                   | 《雙璧傳說》                   | 友人         | 客串       |
| 2008年 | 中視、八大綜合台       | 《籃球火》                     | 王竟         |            |
| 2008年 | 華視                   | 《歡喜來逗陣》                 | 釋大衛       |            |
| 2009年 | 民視、八大綜合台       | 《終極三國》                   | 呂布         |            |
| 2010年 | 華視                   | 《帶子英雄》                   | 楊芳奇(阿奇) |            |
| 2011年 | 超視                   | 《33故事館-星期三的寂寞》      | 辜華星       | 第一男主角 |
| 2011年 | 超視                   | 《33故事館-男賓止步》          | 張東浪       | 第一男主角 |
| 2011年 | 土豆網                 | 《烏托邦辦公室》               | 黃子元       | 第三男主角 |
| 2011年 | 三立都會台、東森綜合台 | 《真愛找麻煩》                 | 柯偉呈       | 第二男主角 |
| 2011年 | 民視、八大綜合台       | 《絕對達令》                   | 嚴宗史       | 第二男主角 |
| 2012年 | 三立都會台、東森綜合台 | 《我們發財了》                 | 方明達       | 第二男主角 |
| 2013年 | 台視                   | 《遇見幸福300天》              | 張耀揚       | 第二男主角 |
| 2013年 | 三立都會台、東森綜合台 | 《幸福選擇題》                 | 何立方       | 第一男主角 |
| 2014年 | 台視、八大綜合台       | 《威廉王子》                   | 易威廉劉文彬 | 第一男主角 |
| 2014年 | 三立都會台、東森綜合台 | 《幸福兌換券》                 | 史博海       | 第二男主角 |
| 2015年 | 民視、東森綜合台       | 《星座愛情-雙魚女》            | 郭勝雄       | 第一男主角 |
| 2016年 | 中視、衛視中文台       | 《原來1家人》                  | 詹士邦       | 第二男主角 |
| 2017年 | KKTV、愛奇藝           | 《紅色氣球》                   | 李向晚       |            |
| 2017年 | 愛奇藝                 | 《姐姐好餓劇場版之御廚大作戰》 | 李進喜       | 第一男主角 |
| 2017年 | 中視、東森戲劇台       | 《稍息立正我愛你》             | 林子祥       | 客串       |
| 2017年 | 民視                   | 《機密訊號》                   | 張晉         | 第二男主角 |
| 2018年 | 台視、東森綜合台       | 《1006的房客》                 | 慕思明       | 第二男主角 |
| 2019年 | 台視、三立都會台       | 《月村歡迎你》                 | 畢國建       | 第一男主角 |
| 2020年 | 東森戲劇台             | 《姊妹們追吧》                 | 趙士齊       | 第一男主角 |
| 2024年 | Netflix                | 《正港分局》                   | 謝正達       |            |

## 電影
- 2023年《我的麻吉4個鬼》(飾 余景天)

### 短篇電影
- 2012年《森林小鼓手》
- 2017年《美人清除計劃》

## 音樂錄影帶(MV)
註：不包括個人參與演唱之歌曲
| 發行日期       | 歌曲名稱              | 原唱       | 所屬專輯                  | 發行公司   | 備註     |
| -------------- | --------------------- | ---------- | ------------------------- | ---------- | -------- |
| 2001年8月10日  | 我又不是沒愛過        | 徐懷鈺     | 《Miss Right》            | 滾石唱片   |          |
| 2004年11月12日 | 異世界                | 周傳雄     | 《男人 海洋》             | 環球唱片   |          |
| 2015年12月17日 | 我朋友                | 黃鴻升     | 《Alien》                 | 滾石唱片   |          |
| 2020年11月28日 | 我不是空笑夢          | 黃鴻升     | 《Plan B》                | 滾石唱片   |          |
| 2020年12月31日 | Shine Shine the Night | 阿部瑪利亞 | 《Shine Shine the Night》 | 麥卡貝     |          |
| 2021年8月27日  | 精神分裂              | 吳卓源     | 《2622》                  | ChynaHouse |          |
| 2021年12月10日 | 閣愛妳一擺            | 茄子蛋     | 《閣愛妳一擺》            | 獨立發行   |          |
| 2023年8月14日  | 我的答案              | Miusa妙莎  | 《SweetBox》              | 容易文創   |          |
| 2024年1月25日  | 最好不要再遇見你      | 丁噹       | 不適用                    | 相信音樂   | 數位單曲 |

## 配音
2011《華麗的挑戰》主演·敦賀蓮

## 主持作品

### 電視節目
| 年份                         | 節目名稱                    | 頻道/平台              | 備註                                                                                                 |
| ---------------------------- | --------------------------- | ---------------------- | --- |
| 2004年5月                    | 《娛樂新聞》                |                        | 與賀軍翔共同主持                                                                                     |
| 2004年5月                    | 《5°C FUN賣機》             |                        | |
| 2004年7月                    | 《綜藝這個禮拜六最好笑》    |                        | 與羅志祥共同主持                                                                                     |
| 2008年                       | 《Super Energy》            |                        | |
| 2009年                       | 《鐵馬青春行》              |                        | 與歐漢聲共同主持                                                                                     |
| 2010年                       | 《日韓音樂風》              |                        | 代班主持                                                                                             |
| 2020年9月12日-2020年12月5日  | 《極智對決 誰梭了算》第二季 | 華視、東森綜合台       | 與庹宗康、鐘昀呈、歐漢聲共同主持                                                                     |
| 2020年12月19日-2021年3月20日 | 《比賽開始》                | 衛視中文台             | 與巴鈺共同主持                                                                                       |
| 2022年4月17日-2022年7月17日  | 《原子少年Atom Boyz》       | 中視綜合台、TVBS歡樂台 | 與陳嘉樺、周湯豪、田一德共同主持                                                                     |
| 2022年9月17日-至今           | 《綜藝玩很大》              | 中視綜合台、三立都會台 | 2022年1月8日-9月10日為固定成員，於2022年9月17日獲晉升為黑隊永久小隊長（主持），與吳宗憲、KID共同主持 |
| 2023年9月16日-2023年12月16日 | 《山裡來了熊孩子》          | 臺視、東森綜合台       | 與庹宗康、lulu黃路梓茵、任容萱、粿粿、夏浦洋共同主持                                                 |
| 2024年                       | 《原子少年2》               | 中視綜合台、TVBS歡樂台 | 與歐漢聲、健志共同主持                                                                               |

### 網路節目
| 年份                         | 節目名稱                | 頻道/平台                        | 備註                                             |
| ---------------------------- | ----------------------- | -------------------------------- | ------------------------------------------------ |
| 2019年5月5日 -2020年4月5日   | 星光雲!RUN新聞 代班主持 | 播吧、ETtoday東森新聞雲、YouTube | 與熊熊、黃鴻升共同主持                           |
| 2019年1月6日-至今            | 木曜4超玩               | 麥卡貝網路電視                   | 與林柏昇、溫妮、泱泱、邰智源、阿部瑪利亞共同主持 |
| 2020年10月2日-2020年11月27日 | 揪健身吧！魔鏡          | YouTube                          |                                                  |

## 出版作品

### 書籍
| 出版日期       | 書名                                                | 作者      | 出版社     | ISBN               |
| -------------- | --------------------------------------------------- | --------- | ---------- | ------------------ |
| 2003年9月      | 《Energy未來－Memories of Five》                    | energy    | 東販出版社 | ISBN 9574735532    |
| 2003年10月     | 《Energy發電－Generate Power》                      | energy    | 尖端出版社 | ISBN 0614360536    |
| 2003年6月16日  | 《我的ENERGY》                                      | energy    | 平裝版出版 | ISBN 9789578034273 |
| 2004年7月22日  | 《米迦勒之舞拍摄纪实》                              | 可米製作  | 平裝本出版 | ISBN 9789578034792 |
| 2008年10月30日 | 《另類人生》                                        | 另類人種  | 如何出版社 | ISBN 9789861361871 |
| 2020年4月21日  | 《木曜4超玩：臺灣TOP1網路實境綜藝節目幕後創作秘辛》 | 木曜4超玩 | 時報出版   | ISBN 9789571380988 |

## 獎項
- 2003.9   HIT FM年度最佳新人團體
- 2003.10  HIT FM（2003年第一季）最佳單曲（冠軍）
- 2003.11  G-MUSIC（2003上半年度）最暢銷團體
- 2003.12  新加坡933金曲獎最佳新人銅獎
- 2003.13  新加坡933金曲獎最受歡迎組合
- 2013.12  2013華劇大賞最佳接吻獎《幸福選擇題》
- 2025.6 Hito流行音樂獎 Hito團體—Energy《Here I Am》
- 2025.6 Hito流行音樂獎 進榜最久歌手—Energy
- 2025.6 Hito流行音樂獎 年度十大華語歌曲—Energy《星期五晚上》
- 2025.6 Hito流行音樂獎 年度百首單曲冠軍—Energy《星期五晚上》
- 2025.6 Hito流行音樂獎 Hito冠軍王—Energy《Here I Am》

## 獎項紀錄
| 年份   | 授獎名稱     | 獎項                   | 作品名稱       | 結果 |
| ------ | ------------ | ---------------------- | -------------- | ---- |
| 2004年 | 第15屆金曲獎 | 最佳重唱組合獎         | 《E3》         | 入圍 |
| 2023年 | 第58屆金鐘獎 | 益智及實境節目主持人獎 | 《綜藝玩很大》 | 入圍 |
| 2025年 | 第36屆金曲獎 | 最佳演唱組合獎         | 《Here I Am》  | 入圍 |
| 2025年 | 第36屆金曲獎 | 年度歌曲獎             | 〈星期五晚上〉 | 獲獎 |

## 腳註
1. ↑  僅該劇第1、2集，第3集起由演員陳乃榮代理配音工作。

## 外部連結
- 謝坤達的新浪微博（中文）
- 謝坤達(KunDa)唯一官方粉絲專頁的Facebook專頁（繁體中文）
- 謝坤達的Instagram帳戶
- 謝坤達在互联网电影资料库（IMDb）上的資料（英文）（英文）
- 謝坤達在豆瓣上的资料（简体中文）
- 謝坤達在时光网上的簡介（简体中文）
- 有聲娛樂 The Voice Entertainment的Facebook專頁（繁體中文）